# Kvibille

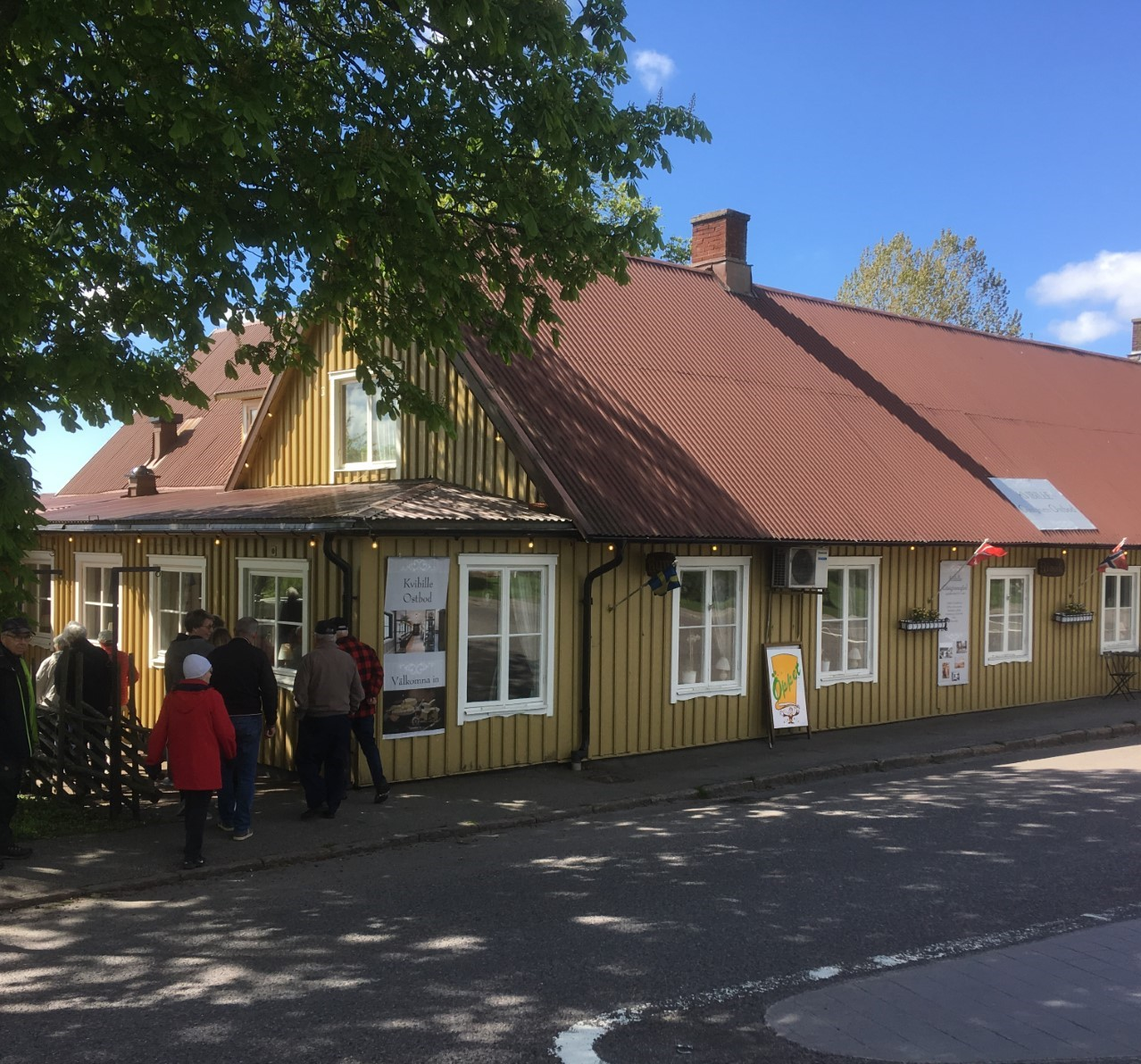
Gästgivargården, Kvibille Gästis.

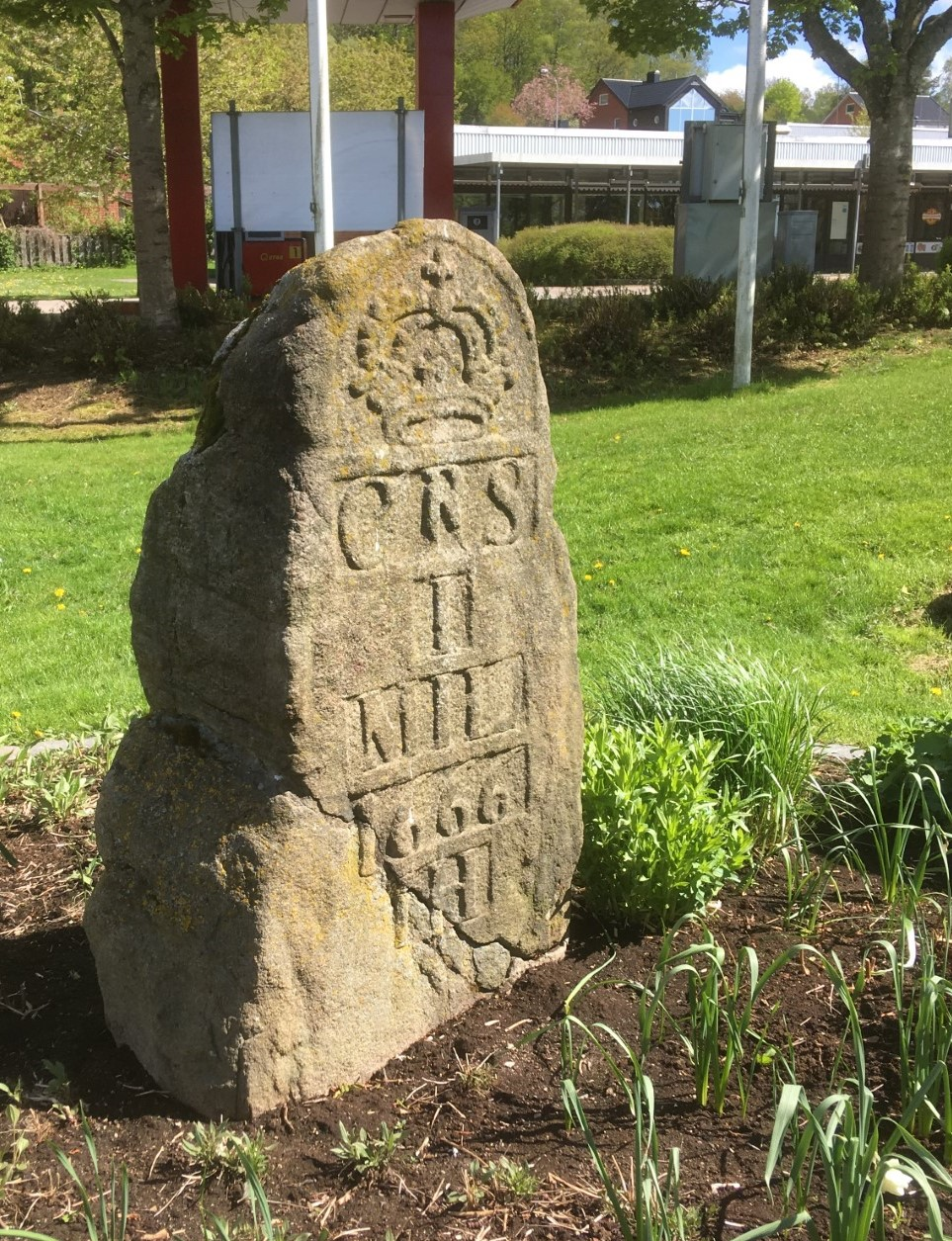
Milstenen i Kvibille, CRS - Carolus Rex Svecorum, (Kung Carl av Sverige), IH - Iohan Hård af Segerstads monogram

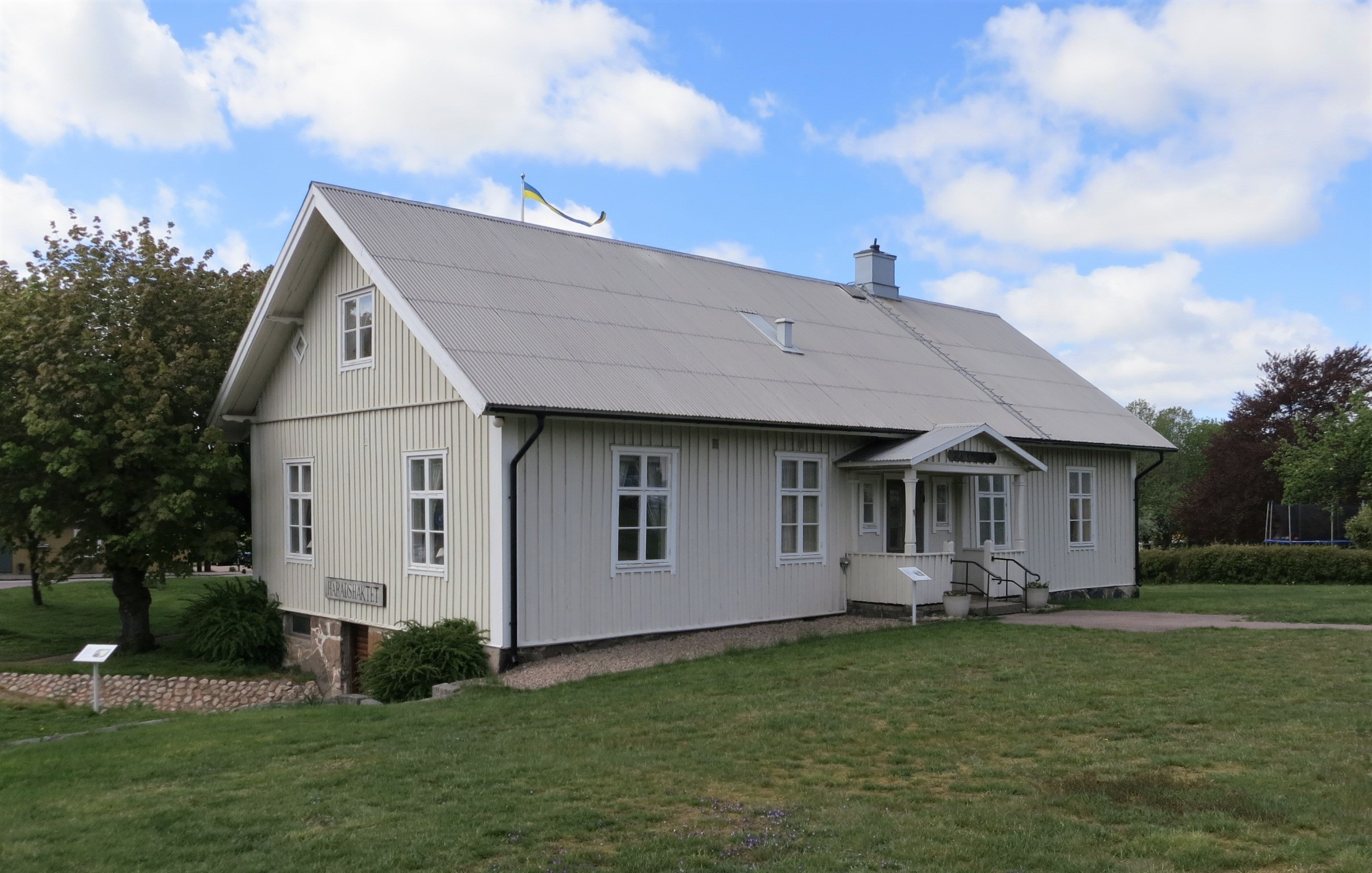
Tingshuset i Kvibille

Kvibille är en tätort i Kvibille distrikt i Halmstads kommun, Hallands län och kyrkbyn i Kvibille socken i Halland, belägen cirka en mil norr om Halmstad.

## Historia
Kvibille sockens historia sträcker sig lång tid tillbaka. De många gravhögarna från bronsåldern (1500-500 f Kr) visar att människor varit bosatta i området i över 3 000 år. De äldsta delarna av Kvibille kyrka är från 1100- eller 1200-talet.

Namnet Kvibille förekommer i dokument första gången 1314. Det syftar då på socknen, men Kvibille by som namngett socknen är med all förmodan forntida. Sedan omkring 1645 har ett gästgiveri funnits i Kvibille. Halmstads härads tingsplats har åtminstone från 1683 varit förlagt till Kvibille, troligen mycket längre. Det gamla tingshuset från 1734 ligger kvar mitt i samhället. Sista tinget i Kvibille hölls 1889. Tingshuset ersatte en tidigare förfallen byggnad. Sedan 1889 har huset fungerat som bostad, ålderdomshem, kommunkontor och numera som föreningslokal och museum. År 1867 ansökte Kvibille om möjlighet att få hålla två marknader årligen. Marknaden upphörde 1906. Vid mitten av 1800-talet var Kvibille en central by, från 1830-talet fanns här en hållplats för dilligenstrafiken mellan Halmstad och Göteborg. 1861 föreslogs Kvibille som övningsplats för Hallands bataljon, och 1865-1868 låg ett av Hallands småskolärarseminarier här. När diligenstrafiken mellan Halmstad och Göteborg lades ned 1886 minskade dock Kvibilles betydelse. Samtidigt som marknaden lades ned 1906 upphörde brännvinsförsäljningen vid gästgiveriet.

I Steninge, öster om Kvibille vid Suseån/Slissån, fanns tidigt en kvarn. Senare även såg och spånhyvel. Där byggdes även socknens första kraftstation för elproduktion och mörkret kunde skingras i många hem.

## Kvibille mejeri
På orten återfinns Kvibille mejeri som tillverkar cheddar och ädelost. År 1914 föreslog Håkan Jönsson i Fammarp anläggandet av ett mejeri i Kvibille och 1916 stod mejeriet färdigt. Det övertogs 1918 av Alfred H. Wendler. Cheddarosten började tillverkas 1928 och Ädelosten, numera Kvibille ädel, 1933. Den danske mejeristen Marius Boel övertog mejeriet 1934. I takt med att mejerierna i Harplinge, Getinge, Slöinge och Oskarsström lades ned efter andra världskriget blev tillverkningen i Kvibille alltmer omfattande. Arla övertog mejeriet 1972 och sedan dess har det varit ett rent ostmejeri.

## Samhället
Sedan 1970-talet har orten utvecklats till ett typiskt villasamhälle med förskolor och en grundskola 1-6. Mitt i samhället ligger Gästgivargården, ostbod, dagligvarubutik, pizzeria, kyrka och församlingshem. Ett bibliotek drivs av Kvibille Allförening. Förutom mejeriet finns en mekanisk verkstad och en gruppbostad.
Kvibille Allförening tillsammans med Kvibille Hembygdsförening har skapat en Kulturhistorisk promenad. Den börjar i kyrkan och fortsätter sedan förbi runstenen, tingshuset, häktescellen, milstenen, gästgivargården, mejeriet, avrättningsplatsen, Palms stuga och den stora bronsåldersgraven, även kallad Kungshögen. Promenaden invigdes 2018.

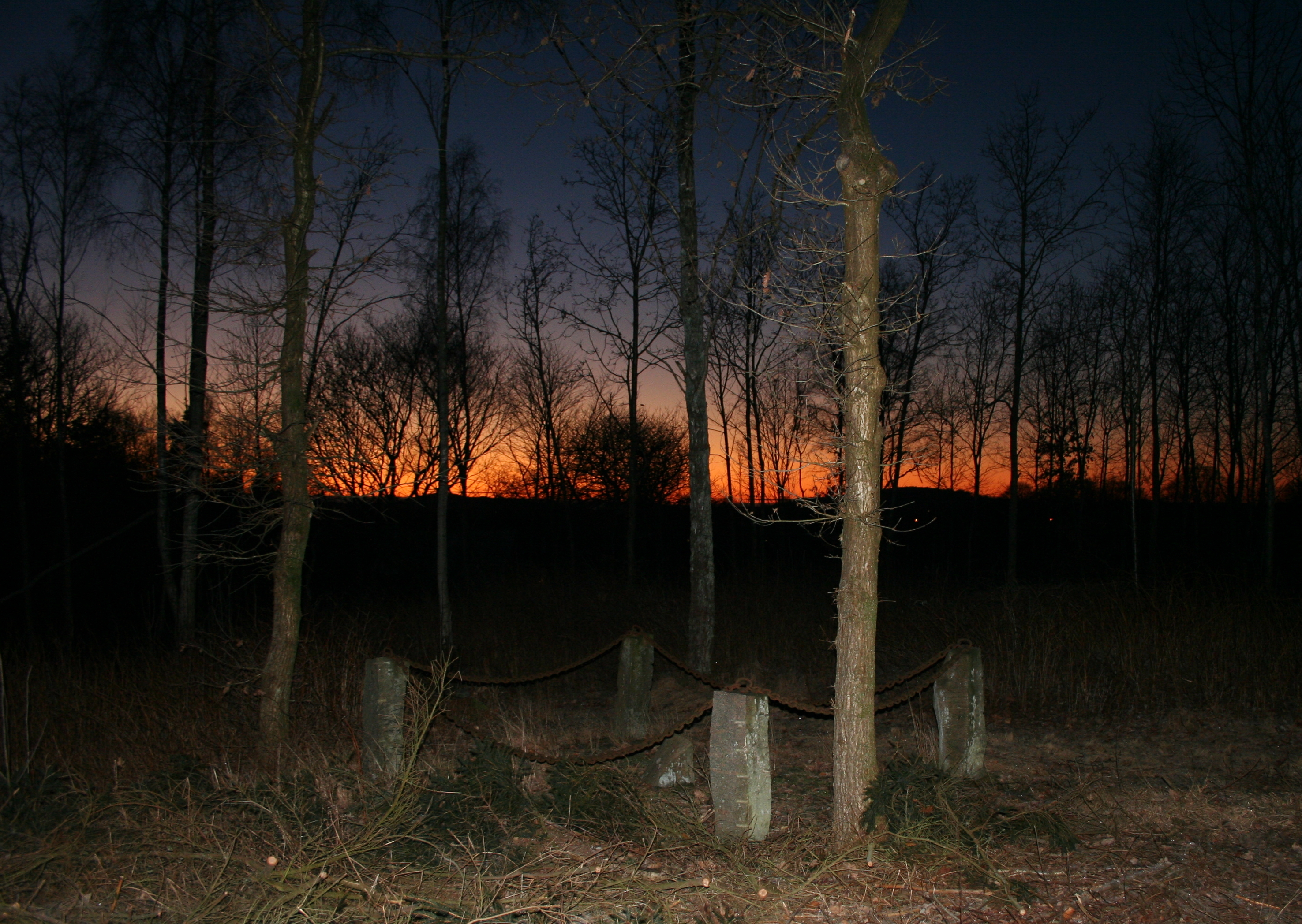
Avrättningsplatsen för det som var Halmstads härad, låg i Kvibille socken, inte långt från tingshuset.

I närheten finns ett naturreservat, bildat 2011, Biskopstorps naturreservat samt ett mindre Kungsladugården Biskopstorp.

## Föreningar
Kvibilles fotbollsförening heter Kvibille BK och spelar sina hemmamatcher på Björkevi Idrottsplats. 

Kvibille Ridklubb startade 1973 och bedriver sin verksamhet på Lundsgård.

År 1950 bildades Kvibille hembygdsförening bland annat för att bevara sadelmakare Johan Palms gamla stuga efter att han avlidit samma år.

### Befolkningsutveckling
| Befolkningsutvecklingen i Kvibille 1960–2020                      | Befolkningsutvecklingen i Kvibille 1960–2020 | Befolkningsutvecklingen i Kvibille 1960–2020 | Befolkningsutvecklingen i Kvibille 1960–2020 | Befolkningsutvecklingen i Kvibille 1960–2020 |
| ----------------------------------------------------------------- | -------------------------------------------- | -------------------------------------------- | -------------------------------------------- | -------------------------------------------- |
|                                                                   |                                              |                                              |                                              |                                              |
| År                                                                |                                              |                                              | Folkmängd                                    | Areal (ha)                                   |
| 1960                                                              | 1960                                         |                                              | 171                                          | ¤                                            |
| 1965                                                              | 1965                                         |                                              | 222                                          |                                              |
| 1970                                                              | 1970                                         |                                              | 408                                          |                                              |
| 1975                                                              | 1975                                         |                                              | 693                                          |                                              |
| 1980                                                              | 1980                                         |                                              | 797                                          |                                              |
| 1990                                                              | 1990                                         |                                              | 859                                          | 84                                           |
| 1995                                                              | 1995                                         |                                              | 869                                          | 84                                           |
| 2000                                                              | 2000                                         |                                              | 846                                          | 84                                           |
| 2005                                                              | 2005                                         |                                              | 793                                          | 84                                           |
| 2010                                                              | 2010                                         |                                              | 925                                          | 86                                           |
| 2015                                                              | 2015                                         |                                              | 948                                          | 98                                           |
| 2020                                                              | 2020                                         |                                              | 974                                          | 100                                          |
| Anm.: Ny tätort 1965 ¤ Som tätortsbebyggelse med 150-199 invånare |                                              |                                              |                                              |                                              |